# Бери ан Беарн
Бери ан Беарн (фр. Beyrie-en-Béarn) насеље је и општина у југозападној Француској у региону Аквитанија, у департману Атлантски Пиринеји која припада префектури По.
По подацима из 2011. године у општини је живело 184 становника, а густина насељености је износила 67,65 становника/km². Општина се простире на површини од 3 km². Налази се на средњој надморској висини од 178 метара (максималној 245 m, а минималној 167 m).

## Демографија
| 1962. | 1968. | 1975. | 1982. | 1990. | 1999. | 2011. |
| ----- | ----- | ----- | ----- | ----- | ----- | ----- |
| 101   | 109   | 108   | 97    | 82    | 131   | 184   |

График промене броја становника у току последњих година